# 支援介助法
支援介助法（しえんかいじょほう）とは廣木道心が創始した自他護身（自他共に傷つけない護身技術）を旨とする武道「護道」の技術の応用として、ハンディを持つ方の介助を目的として考案された介助技術。

## 概要
知的障害児の自傷行為・他傷行為、精神障害・認知症患者のパニック時、医療現場での院内暴力など不作為の作為への対処法として武道の要素を踏まえながら、互いが傷つかないための誘導法として新たに考案された介助技術である。
発端は創始者の廣木自身が知的障害のある息子の育児の経験から、パニック時の他傷行為のサポート技術として福祉や日常に活かすことを視野にいれた技術開発に取り組むようになったことにあり、そこから「自他護身（自他共に傷つけない）」という新しい理念が生まれ、護道の創始に至り、その術理を応用した支援介助法が体系化された。
現在は国内の福祉施設での指導、大学や専門学校などでの講演活動のほか、イタリアのボローニャ大学のオンラインジャーナルにレポート記事が掲載されており、海外の研究者からも注目を集めている。